# Huciîn, Ripkî
Huciîn (în ucraineană Гучин) este localitatea de reședință a comunei Huciîn din raionul Ripkî, regiunea Cernihiv, Ucraina.

## Demografie
Componența lingvistică a localității Huciîn
     Ucraineană (97,66%)
     Rusă (1,95%)
     Alte limbi (0,39%)
Conform recensământului din 2001, majoritatea populației localității Huciîn era vorbitoare de ucraineană (97,66%), existând în minoritate și vorbitori de rusă (1,95%).